# Palicourea angustifolia
Palicourea angustifolia är en måreväxtart som beskrevs av Carl Sigismund Kunth. Palicourea angustifolia ingår i släktet Palicourea och familjen måreväxter. IUCN kategoriserar arten globalt som sårbar. Inga underarter finns listade i Catalogue of Life.